# Hermann Stremme
Hermann Stremme (* 17. Mai 1879 in Krefeld; † 29. April 1961 in Berlin) war ein deutscher Bodenkundler. Er widmete sich überwiegend den Fragen der Bodentypenlehre und erarbeitete methodisch wegweisende Bodenkarten.

## Leben und Wirken
Hermann Stremme, Sohn eines Kaufmanns, studierte an den Universitäten Bonn und Berlin Naturwissenschaften, insbesondere Chemie, Geologie und Mineralogie. 1903 promovierte er an der Universität Berlin mit einer Dissertation über Aluminiumsilikate. Anschließend arbeitete er als Assistent am Geologisch-Paläontologischen Institut der Universität Berlin. 1908 habilitierte er sich mit einer Schrift über Kaolinbildung. 1912 wurde er zum Titularprofessor ernannt. Von 1914 bis 1945 lehrte er als ordentlicher Professor für Mineralogie und Geologie an der Technischen Hochschule Danzig. Im November 1933 unterzeichnete er das Bekenntnis der deutschen Professoren zu Adolf Hitler. Von 1947 bis 1959 leitete er als Direktor das Institut für Bodenkartierung in Berlin, das seit 1950 dem Ministerium für Land- und Forstwirtschaft der DDR unterstellt war.
Über die Chemie und Geologie fand Stremme den Weg zur Bodenkunde. In Danzig widmet er sich überwiegend den Fragen der Bodentypenlehre. In seinem Buch Grundzüge der praktischen Bodenkunde (1926) wandte er sich gegen die einseitige geologische Ausrichtung der Bodenkunde und versuchte den praktischen Nutzen bodenkundlicher Erkenntnisse für den Pflanzenbau stärker herauszustellen. 1927 veröffentlichte er eine gemeinsam mit 36 Fachkollegen erarbeitete Bodenkarte Europas. Unter seiner Leitung entstand 1936 eine Karte über die Böden des Deutschen Reiches. 1937 hat Stremme eine große Internationale Bodenkarte von Europa mit Farben für die biogenetischen Bodentypen im Maßstab 1 : 2 500 000 herausgegeben.
Stremme hat viele andere Bodenkarten, mehrere Schriften und ca. 150 bodenkundliche Beiträge in Handbüchern und Fachzeitschriften veröffentlicht. Beachtenswert sind seine Übersichtsbeiträge im "Handbuch der Bodenlehre" (1930 und 1932), sowie das gemeinsam mit seinen Mitarbeitern herausgegebene Werk "Die Böden der Deutschen Demokratischen Republik" (1950). Von 1951 bis 1958 hat er die Schriftenreihe "Bodenkunde und Bodenkultur" herausgegeben. Die Deutsche Bodenkundliche Gesellschaft ernannte Stremme 1954 in Anerkennung seiner bedeutenden Verdienste um die Bodenkunde zu ihrem Ehrenmitglied. Anlässlich seines 80. Geburtstages wurde er 1959 mit dem Vaterländischen Verdienstorden in Silber ausgezeichnet.

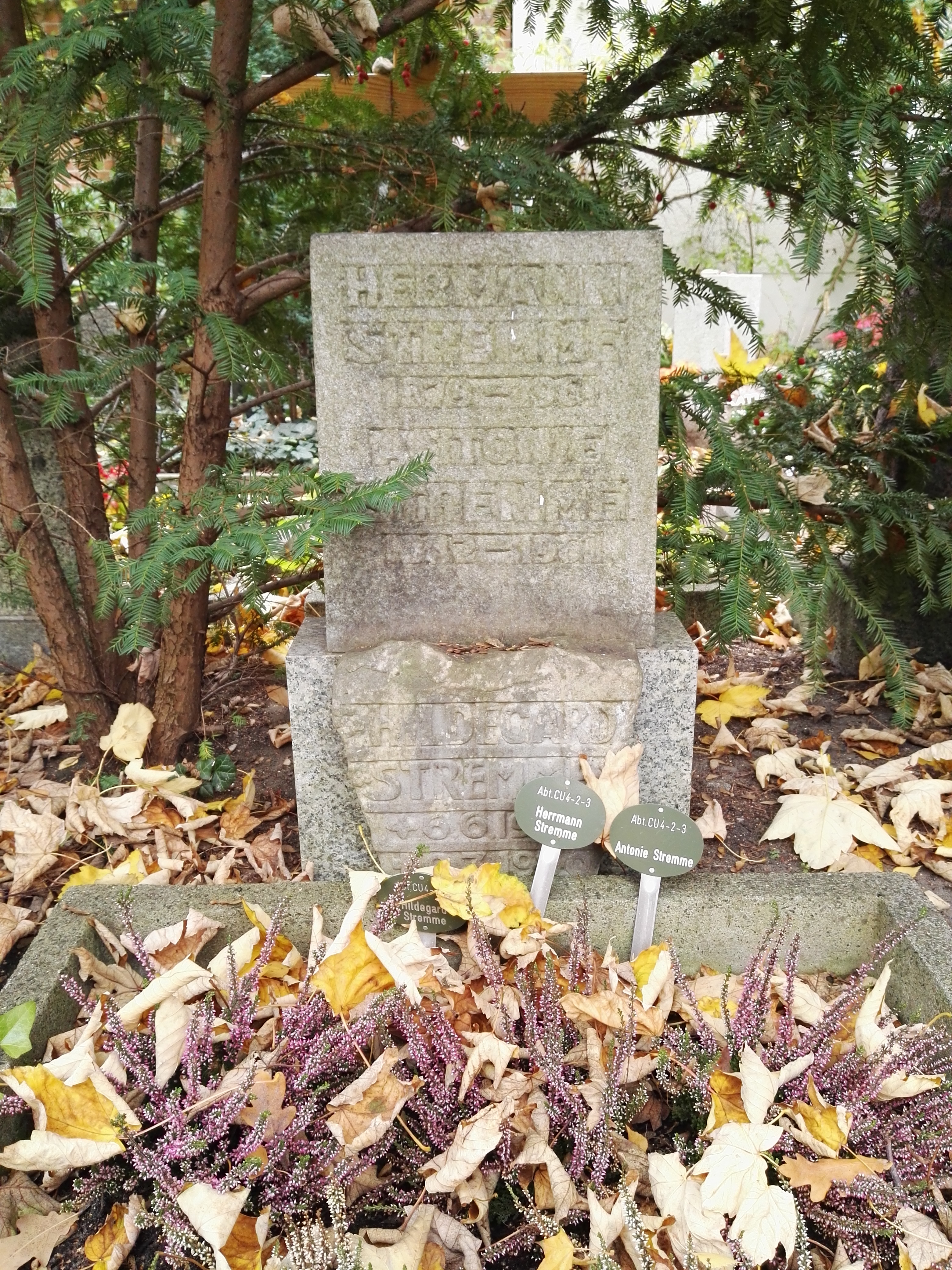
Grabstätte

Er ist auf dem Friedhof der Dorotheenstädtischen und Friedrichswerderschen Gemeinden in Berlin-Mitte bestattet.

## Schriften und Beiträge in Handbüchern
- Grundzüge der praktischen Bodenkunde. Verlag von Gebrüder Borntraeger Berlin 1926.
- Die Böden Deutschlands. In: Handbuch der Bodenlehre. Herausgegeben von E. Blanck. Verlag von Julius Springer Berlin 1930, Bd. 5, S. 271–429.
- Die mineralischen Eigenschaften der Böden. In: Handbuch der Pflanzenernährung und Düngerlehre. Herausgegeben von F. Honcamp. Verlag von Julius Springer Berlin 1931, Bd. 1, 1931, S. 424–426.
- Die Bodenkartierung. In: Handbuch der Bodenlehre. Herausgegeben von E. Blanck. Verlag von Julius Springer Berlin 1932, Bd. 10, 1932, S. 259–428.
- Bodentypen und Bodenkarten. In: Handbuch der Naturwissenschaften. 2. Auflage. Verlag von Gustav Fischer in Jena  Bd. 2, 1933, S. 127–135.
- Die Böden des Deutschen Reiches und der Freien Stadt Danzig. Erläuterungen zur Übersichtsbodenkarte 1 : 1 000 000 des Deutschen Reiches und der Freien Stadt Danzig. Ergänzungsheft Nr. 226 zu Petermanns Mitteilungen. Verlag Justus Perthes Gotha 1936.
- Die bäuerliche Siedlungskapazität des Deutschen Reiches (mit E. Ostendorff). Ergänzungsheft Nr. 228 zu Petermanns Mitteilungen. Verlag Justus Perthes Gotha 1937.
- Die Böden der Deutschen Demokratischen Republik. Einführung in die biogenetische Bodenkunde und ihre Nutzanwendung (H. Stremme mit seinen Mitarbeitern). Deutscher Zentralverlag Berlin 1950.